# Symphytum grandiflorum
Symphytum grandiflorum är en strävbladig växtart som beskrevs av Dc. Symphytum grandiflorum ingår i släktet vallörter, och familjen strävbladiga växter. Inga underarter finns listade i Catalogue of Life.

## Bildgalleri

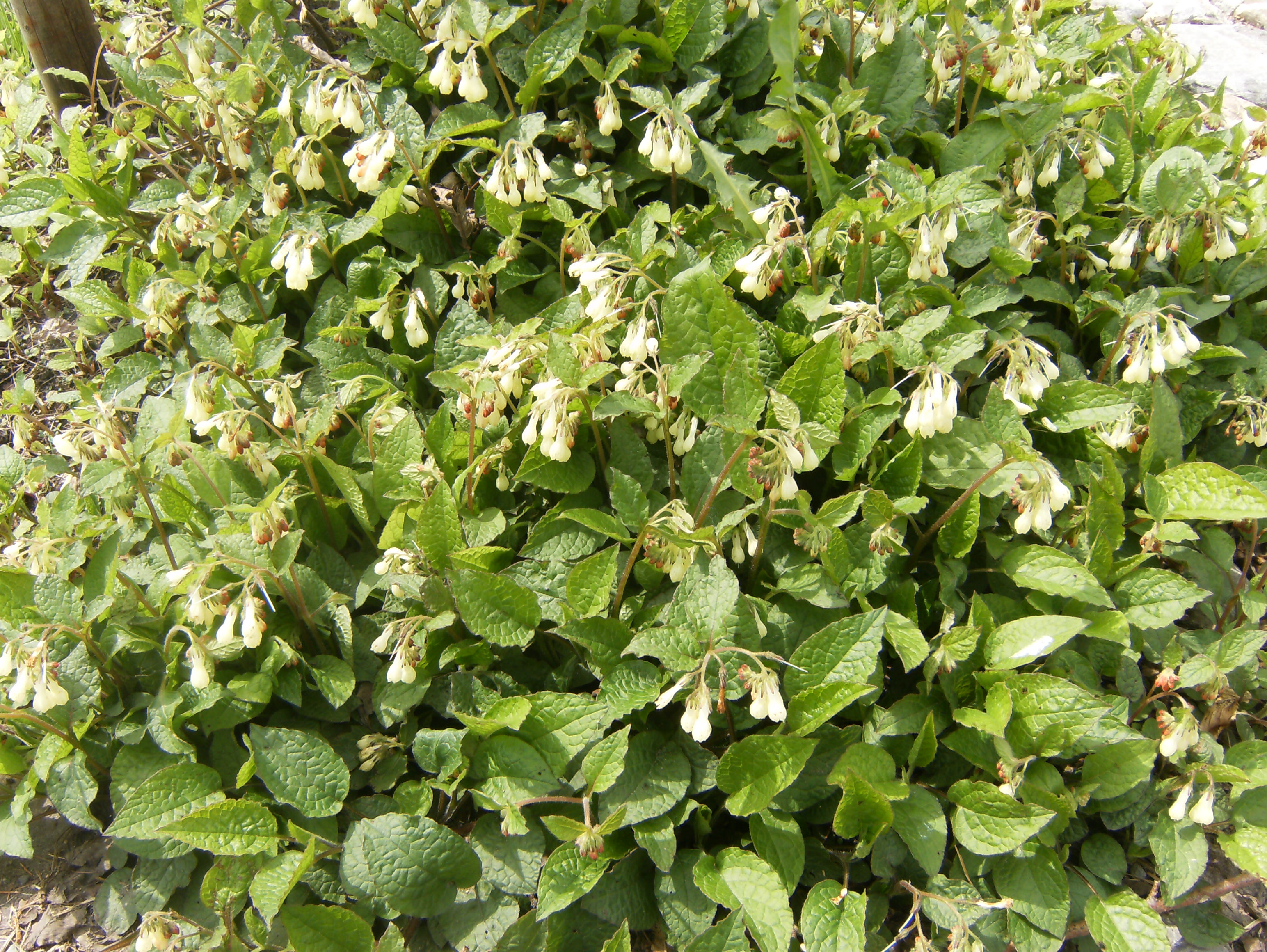
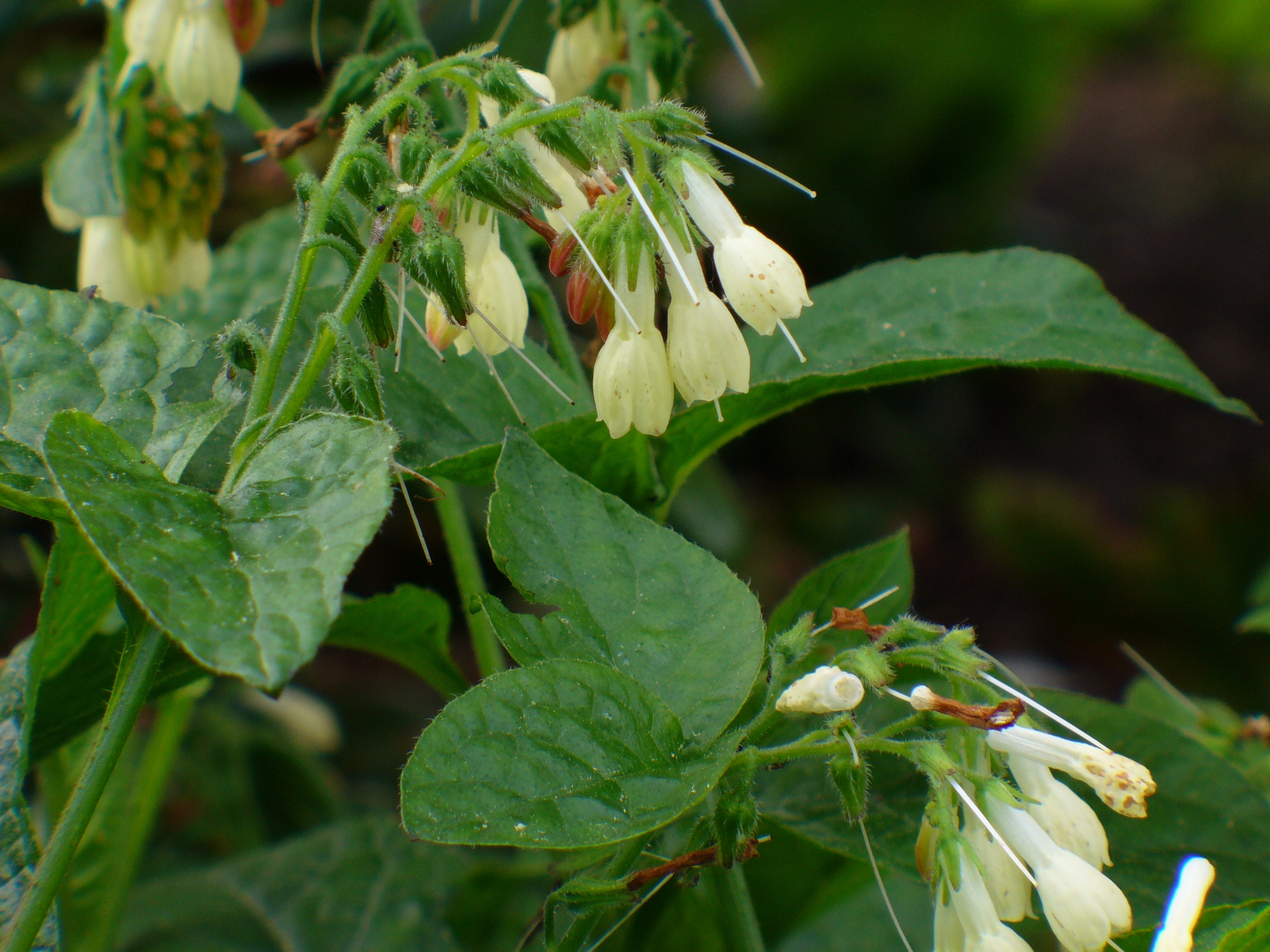